# معركة نوبليا (1822)
معركة نوبليا (بالإنجليزية: Naval Battle of Nauplia)‏ أو معركة سبيتسيس هي سلسلة من الاشتباكات البحرية التي امتدت خلال الفترة من 8 إلى 13 سبتمبر 1822 ووقعت المعارك في خليج نوبليا وذلك بين أسطول الدولة العثمانية بقيادة كارا محمد باشا من جانب والاسطول اليوناني من جانب آخر وذلك كجزء من حرب الاستقلال اليونانية وعلي الرغم من ان كلا الاسطولين لم يتكبد خسائر كبيرة الا أن الأسطول العثماني أنسحب بعد ثلاثة محاولات فاشلة لاختراق الأسطول اليوناني وتعتبر المعركة انتصارا يوناني.